# Ultima fermata
Pour plus de détails, voir Fiche technique et Distribution.
Ultima fermata est un film dramatique italien de Giambattista Assanti sorti en 2014.
Pour ce film, Claudia Cardinale est nommée à la meilleure actrice dans un second rôle au David di Donatello 2016.

## Synopsis
Rocco Capossela, capitaine des Carabiniers à Turin, retourne dans le sud pour les funérailles de son père Domenico, un ancien conducteur de train qui a travaillé sur la ligne Avellino-Rocchetta S. Antonio (it). Pendant son séjour dans sa ville natale, il prend conscience de lui-même, notamment en relisant le journal intime de son père. A travers les mots de son père, Rocco Capossela comprendra et acceptera les étreintes manquées et les malentendus qui l'ont éloigné de son parent dans les dernières années de sa vie.
Rocco tombe amoureux de Nina, une jeune fille qui a connu Domenico bien mieux que ses enfants eux-mêmes. Même Francesco, le frère de Rocco, après avoir rencontré Rosa, la femme dont son père était tombé amoureux après la mort de sa femme, comprend que l'amour que son père avait cultivé n'avait en fait rien enlevé à la famille et la réconciliation avec cette femme redonne à Francesco une tendresse qui semblait perdue.

## Fiche technique
- Titre original : Ultima fermata[1]
- Réalisation : Giambattista Assanti
- Scénario : Giambattista Assanti, Francesco Dainotti
- Photographie : Dario Germani
- Montage : Giogiò Franchini, Valeria Sapienza
- Musique : Paolo Jannacci, Franco Eco, Sineterra e Flo
- Décors : Francesca Romano
- Production : Francesco Dainotti, Silvia Bianculli, Paolo Coviello, Vincenzo Iannone
- Société de production : Gekon Productions
- Société de distribution : Stemo Production
- Pays de production :  Italie
- Langue originale : italien
- Format : Couleurs
- Durée : 90 minutes
- Genre : Drame
- Dates de sortie : 
  - Italie : 16 juin 2014 (Festival du film de Taormine) ; 15 octobre 2015 (sortie nationale)

## Distribution
- Sergio Assisi : Francesco
- Claudia Cardinale : Rosa
- Luca Lionello : Rocco Capossela
- Francesca Tasini : Nina
- Nicola Di Pinto : Domenico Capossela
- Salvatore Misticone
- Salvatore Ruocco
- Francesco Dainotti